# Силицид триплатины
Силицид триплатины — бинарное неорганическое соединение
платины и кремния
с формулой Pt3Si,
кристаллы,
не растворяется в воде.

## Получение
- Спекание стехиометрических количеств чистых веществ:

{\displaystyle {\mathsf {3Pt+Si\ {\xrightarrow {870^{o}C}}\ Pt_{3}Si}}}

## Физические свойства
Силицид триплатины образует кристаллы 
моноклинной сингонии,
пространственная группа C 2/m,
параметры ячейки a = 0,7702 нм, b = 0,7765 нм, c = 0,7765 нм, β = 80,18°, Z = 8.
При температуре 360°С происходит переход в фазу
гексагональной сингонии,
пространственная группа P 6/mmm.
При температуре 775°С происходит переход в фазу
тетрагональной сингонии,
пространственная группа I 4/mcm,
параметры ячейки a = 0,546 нм, c = 0,786 нм, Z = 4.
Не растворяется в воде.